# Temístocles Linhares
Temístocles Linhares (Curitiba, 1905 — Montevidéu, 1993) foi um crítico literário, historiador e professor brasileiro.
Colaborou com diversos jornais (como o Correio da Manhã e O Estado de S.Paulo) e revistas (com destaque para a Joaquim) de circulação nacional. Foi docente de literatura brasileira e hispano-americana por um longo período na Universidade do Paraná, chegando a receber o título de professor emérito em 1970. Também lecionou na Universidade de Coimbra nos anos de 1965 e 1966.
Foi delegado do Instituto Nacional do Mate no Paraná e presidente da Companhia Paranaense de Energia (Copel) de 28 de março de 1955 a 22 de fevereiro de 1956.

## Obras publicadas
- Eça de Queiroz, um caso de ressentimento. Tipografia Haupt, 1949.
- Paraná Vivo. José Olympio Editora, 1953.
- Introdução ao mundo do romance. Livraria José Olympio Editora, 1953.
- Gêneros poéticos. Tipografia Haupt, 1953.
- Nietzsche atual e inatual. Tipografia Haupt, 1954.
- Raul Pompéia. Livraria Agir Editora, 1957.
- Jornal da Europa. Ministério da Educação, 1958.
- Interrogações (3 séries). Livraria José Olympio Editora, 1962 a 1966.
- História do romance brasileiro (3 volumes). Livraria José Olympio Editora.
- História econômica do mate. Livraria José Olympio Editora, 1969.
- Diálogos sobre a poesia brasileira. Editora Itatiaia, 1976.
- 22 Diálogos sobre o conto brasileiro atual. Editora Itatiaia, 1978.
- Diálogos sobre o romance brasileiro. Editora Itatiaia, 1978.
- Diário de um crítico - 6 volumes (póstumo). Imprensa Oficial do Paraná, 2001.